# Мистер Бин (мультсериал)
Мистер Бин (англ Mr. Bean: The Animated Series) — британский мультсериал о приключениях мистера Бина. Премьера мультсериала состоялась 5 января 2002 года на телеканале ITV. В России мультсериал транслировался на телеканале Иллюзион+ и 2x2. Затем мультсериал стал транслироваться на русскоязычной версии Boomerang и остался на телеканале  Cartoonito

## Персонажи
- Мистер Бин — главный герой. Аналог персонажа из фильма.
- Миссис Викет — ворчливая домовладелица, у которой проживает Бин.
- «Царап» — одноглазый и злой кот Миссис Викет.
- «Тедди» — плюшевый медвежонок и лучший друг мистера Бина.
- «Релиант» — лицо не показывал. Ездит на трёхколесном голубом «Reliant Regal Supervan». Лезет под горячую руку Бина. Обычно переворачивается набок при встрече с Бином или куда-нибудь врезается.

А также имеется большое количество
второстепенных персонажей.

## Общая информация
Работа над мультсериалом велась два года. Сценарии для мультсериала писались под руководством Робина Дрисколла. И в 2002 году мультсериал впервые появился на британском канале «ITV». Некоторые поклонники Бина отнеслись к мультфильму скептически, объяснив тем, что нарисованные персонажи не заменят живых людей. Зато мультсериал очень понравился детской аудитории, и в мультсериал добавили новых персонажей.